# 金国琛
金 国琛（きん こくちん、Jin Guochen、1822年 - 1879年）、字は逸亭。清朝の官僚。
江蘇省江陰出身。貢生であったが、羅沢南率いる湘軍が太平天国軍との戦いのために江西省に入ると、その幕僚となって各地を転戦し、知県に任命された。羅沢南が戦死するとその軍を引き継いだ李続賓のもとで軍務を担当し、湖口・九江を奪回した。その後安徽省に入り、太湖・潜山・桐城を陥落させたが、三河の戦いで李続賓が敗死すると、李続賓の弟の李続宜とともに勢力回復に努めた。
1859年、太平天国の石達開が湖南省宝慶を包囲すると、金国琛は援軍に赴いて石達開を破り、知府に昇進した。その後胡林翼・曽国藩に従って安徽省に入り、大いに太平天国軍を破って道員に昇進した。
1861年、太平天国軍が湖北省に侵攻すると、武昌の救援にあたって、太平天国軍の馬融和と死闘を繰り広げた。これにより湖北安襄鄖荊道に任命された。1862年、馬融和が河南省に入って南陽を包囲すると援軍に赴いたが、河南巡撫厳樹森に忌まれ降格された。その後曽国藩のもとで徽州で戦い、安徽省南部が平定されると、甘粛鞏秦階道に昇進した。その後、故郷に戻ったが、1875年に広東督糧道として再起用され、さらに広東按察使に昇進した。在任中に死去。